# Gallatin County (Kentucky)
Gallatin County ist ein County im Bundesstaat Kentucky der Vereinigten Staaten. Das U.S. Census Bureau hat bei der Volkszählung 2020 eine Einwohnerzahl von 8690 ermittelt.
Der Verwaltungssitz (County Seat) ist Warsaw, das nach der polnischen Hauptstadt Warschau benannt wurde. Das County ist Teil der Metropolregion Cincinnati.

## Geographie
Das County liegt im Norden von Kentucky, grenzt im Nordwesten an den Bundesstaat Indiana, getrennt durch den Ohio River und hat eine Fläche von 271 Quadratkilometern, wovon 15 Quadratkilometer Wasserfläche sind. Es grenzt in Kentucky im Uhrzeigersinn an folgende Countys: Boone County, Grant County, Owen County und Carroll County.

## Geschichte

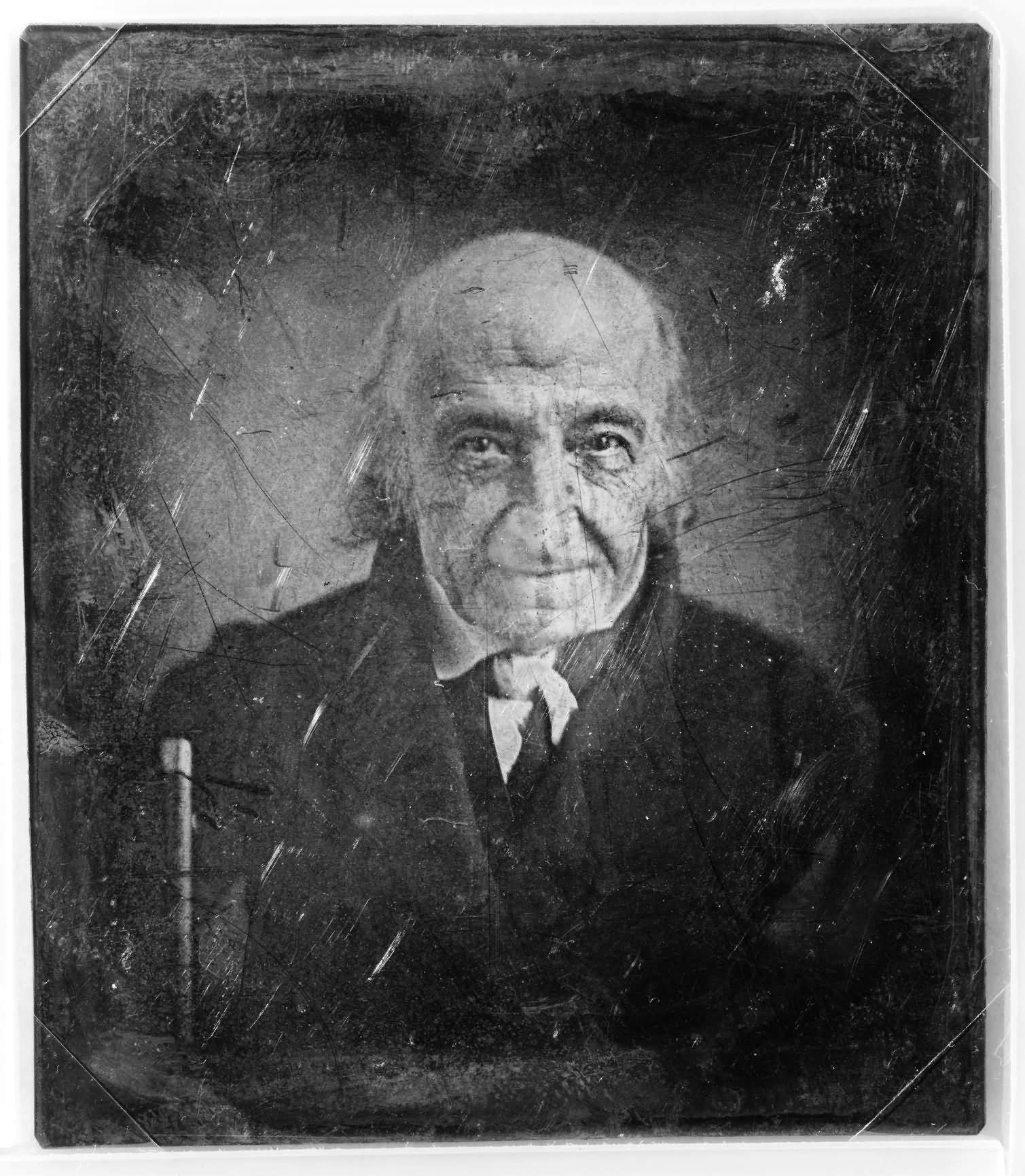
Albert Gallatin

Gallatin County wurde am 14. Dezember 1798 als 31. County aus Teilen des Franklin County und des Shelby County gebildet. Benannt wurde es nach Albert Gallatin, einem US-Finanzminister, Ethnologen, Linguisten und Diplomaten. In der Folgezeit wurden aus dem County das Owen County (1819), das Trimble County (1836) und das Carroll County (1838) gebildet. Die heutige Größe des Countys beträgt nur noch 10 Prozent des ehemals gebildeten.
Nach dem Ende des Sezessionskriegs kam es, nahe Warsaw, auf dem Ohio zu einem der größten Dampfschiffunfälle der Geschichte. Zwei Passagierschiffe, die America und die United States. Die United States hatte zusätzlich eine Fracht aus Kerosin geladen, das sich bei dem Unfall entzündete und beide Schiffe gerieten in Brand. Der Unfall forderte 162 Todesopfer.
Vier Bauwerke und Stätten des Countys sind im National Register of Historic Places eingetragen (Stand 1. Oktober 2017).

## Demografische Daten

Alterspyramide des Gallatin Countys (Stand: 2000)

Nach der Volkszählung im Jahr 2000 lebten im Gallatin County 7.870 Menschen in 2.902 Haushalten und 2.135 Familien. Die Bevölkerungsdichte betrug 31 Einwohner pro Quadratkilometer. Ethnisch betrachtet setzte sich die Bevölkerung zusammen aus 96,7 Prozent Weißen, 1,6 Prozent Afroamerikanern, 0,2 Prozent amerikanischen Ureinwohnern, 0,2 Prozent Asiaten und 0,3 Prozent aus anderen ethnischen Gruppen; 1,0 Prozent stammten von zwei oder mehr Ethnien ab. 1,0 Prozent der Bevölkerung waren spanischer oder lateinamerikanischer Abstammung.
Von den 2.902 Haushalten hatten 37,0 Prozent Kinder und Jugendliche unter 18 Jahre, die bei ihnen lebten. 58,0 Prozent waren verheiratete, zusammenlebende Paare, 10,7 Prozent waren allein erziehende Mütter, 26,4 Prozent waren keine Familien, 22,0 Prozent waren Singlehaushalte und in 8,2 Prozent lebten Menschen im Alter von 65 Jahren oder darüber. Die Durchschnittshaushaltsgröße betrug 2,68 und die durchschnittliche Familiengröße lag bei 3,11 Personen.
Auf das gesamte County bezogen setzte sich die Bevölkerung zusammen aus 28,6 Prozent Einwohnern unter 18 Jahren, 7,7 Prozent zwischen 18 und 24 Jahren, 31,0 Prozent zwischen 25 und 44 Jahren, 22,5 Prozent zwischen 45 und 64 Jahren und 10,3 Prozent waren 65 Jahre alt oder darüber. Das Durchschnittsalter betrug 35 Jahre. Auf 100 weibliche Personen kamen 98,9 männliche Personen. Auf 100 Frauen im Alter von 18 Jahren alt oder darüber kamen statistisch 96,0 Männer.
Das jährliche Durchschnittseinkommen eines Haushalts betrug 36.422 USD, das Durchschnittseinkommen der Familien betrug 41.136 USD. Männer hatten ein Durchschnittseinkommen von 32.081 USD, Frauen 21.803 USD. Das Prokopfeinkommen betrug 16.416 USD. 11,6 Prozent der Familien und 13,4 Prozent der Bevölkerung lebten unterhalb der Armutsgrenze. Davon waren 16,6 Prozent Kinder oder Jugendliche unter 18 Jahre und 16,4 Prozent waren Menschen über 65 Jahre.

## Orte im County
- Carson
- Ethridge
- Glencoe
- Munk
- Napoleon
- Ryle
- Sparta
- Warsaw